# Steven Goldstein
Pour les articles homonymes, voir Goldstein.
Steven Goldstein, né le 23 février 1981 à Bogota, est un pilote automobile colombien. Il entame sa carrière en 2002 durant laquelle il remporte quelques titres.

## Vie privée
Steven Goldstein naît le 23 février 1981 à Bogota, en Colombie. Il a obtenu un diplôme en marketing de l'Université Américaine aux États-Unis avec la mention honorifique Magna cum laude. Il est actuellement étudiant MBA à l'université Bocconi à Milan et effectue un stage chez Saatchi & Saatchi. Il parle couramment anglais, espagnol, français et italien.

## Carrière sportive
Sa carrière commence en 2002 lorsqu’il est invité à une formation de pilotage à l’école de conduite BMW en Allemagne. En 2004, il finit premier du Championnat Formula 2000 aux États-Unis avec 8 victoires et 11 podiums. Il reçoit une offre de l’équipe officielle Audi Sport Italia et déménage à Barcelone où il vit pendant deux ans en tant que pilote automobile et instructeur pour le RACC Renault au circuit automobile de Barcelone, le Circuit de Catalunya.
En 2006, en championnat « Euro Superstars », il obtient le titre de meilleur débutant de la saison avec Audi,.
En 2007, il remporte le « Championnat des Constructeurs » avec Audi Sport Italia qui renouvelle son contrat pour deux ans comme coéquipier de Gianni Morbidelli et Dindo Capello.
En 2009, Goldstein devient le premier pilote colombien à intégrer la Scuderia Ferrari. La même année, il remporte les 6 Heures de Bogota en tant que débutant, à bord d'une Radical SR3 et avec pour coéquipiers les pilotes espagnols Fernando Navarrete et Antonio de la Reina.
Le 1er avril 2015, Goldstein rejoint Sahara Force India en tant que pilote de développement à Silverstone où se situe le siège de l'écurie de Formule 1.

## Galerie

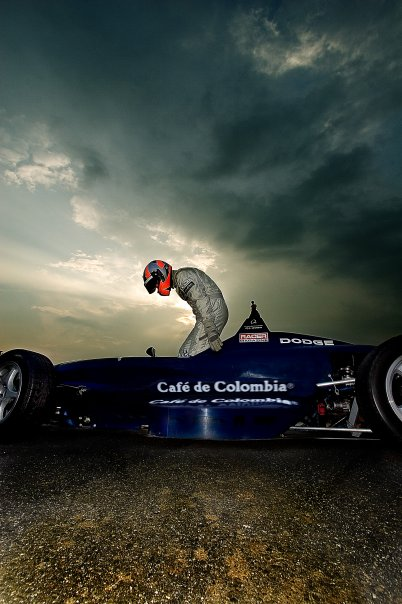
Au volant lors du Championnat Formula 2000 aux États-Unis.
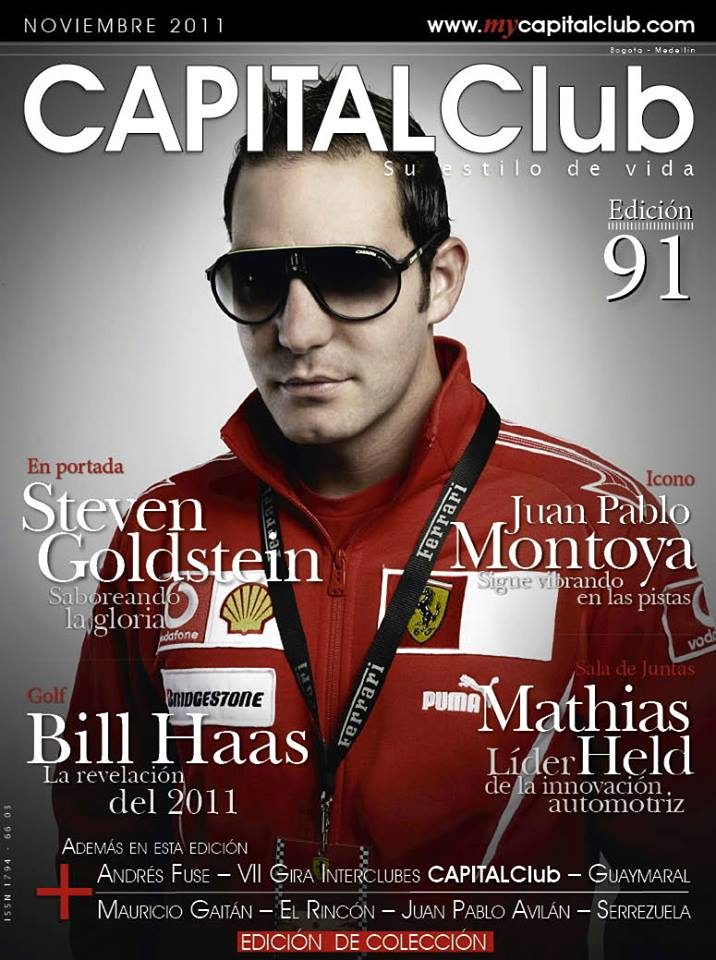
Steven Goldstein sur la couverture du Capital Club Magazine, novembre 2011
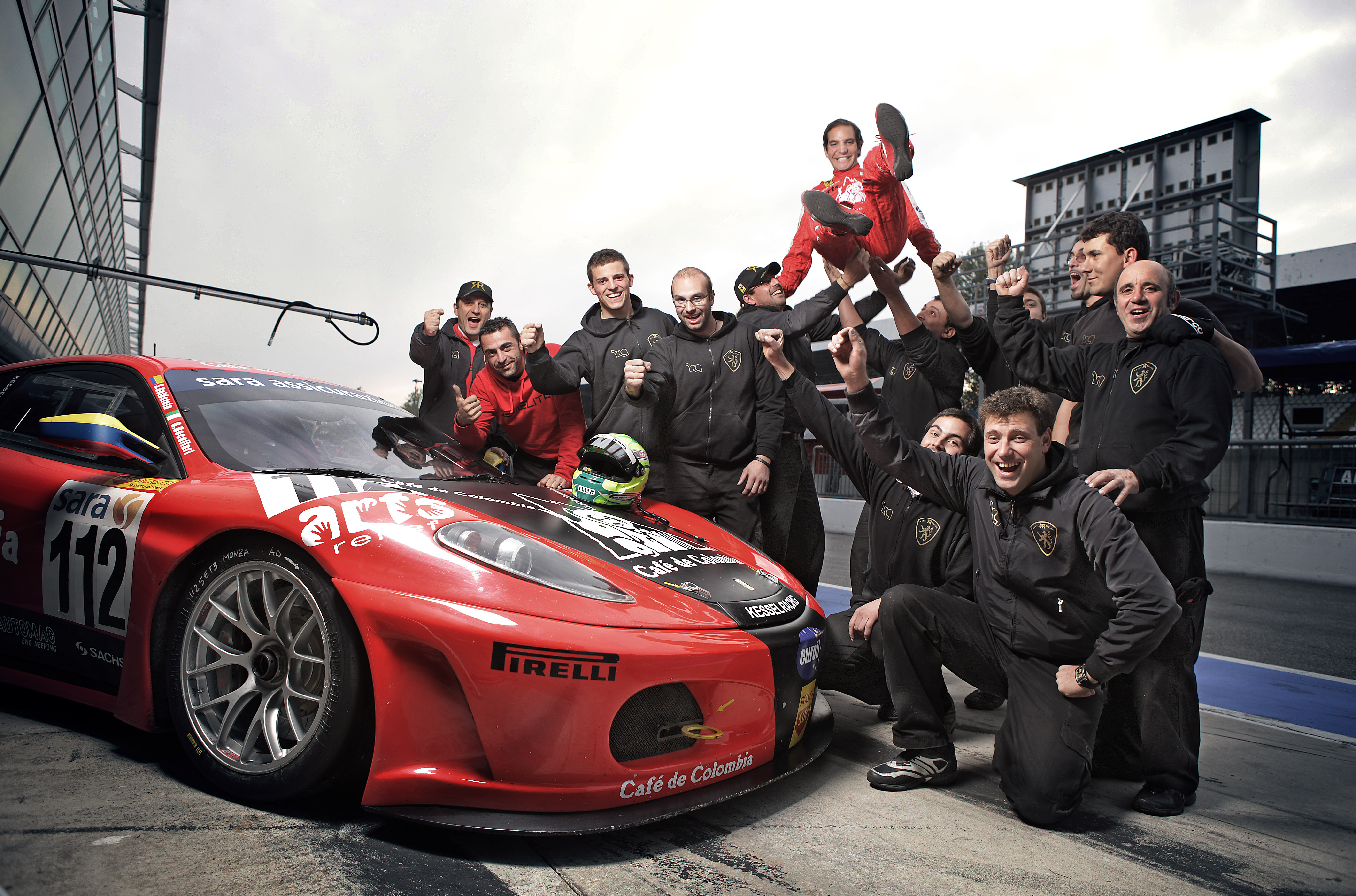
Steven Goldstein célébrée par son équipe à Monza, Italie

## Sponsors
Dès le début de sa carrière, le Colombien est sponsorisé par Café de Colombia et son deuxième sponsor est Pirelli. Il est aussi ambassadeur de Mas arte, menos minas, une organisation à but non lucratif créée par le gouvernement de la Colombie dont le but est de supprimer les mines terrestres et de soutenir les victimes de ces mines.